# أبيونا
أبيونا (باللاتينية: Abeona) إلهة العبور في الديانة الرومانية القديمة. ارتبط اسمها باسم الإله أديونا وهي تختص بسلامة ميلاد الطفل. تحمي الأطفال عندما يغادرون منزل الأبوين لأول مرة.